# 周口市中心医院
周口市中心医院始建于1967年，是一所综合性国家三级甲等医院。医院是周口市神经外科研究所、市肢体残疾康复中心、新乡医学院、河南科技大学、河南职工医学院教学实习基地。2008年5月成为河南大学附属周口医院，北京安贞医院心脏病治疗技术合作中心也已正式挂牌。

## 简介
医院地处沙颖河畔，占地面积9.2万平米，建筑面积16.8万平米；其中新建的20层现代化病房大楼6.75万平米、急救中心大楼4600平米。编制1310张床位，开放1400余张床位。现有职工1327人，其中103名高级职称，12名市管优秀专家，15名市优秀青年科技人才，279名中级职称。年均门诊量近50万人次，收住病人2.8万人次，手术病人1万余例。
下设79个科室、35个病区和42个护理单元。并新建有介入治疗科、胸心血管外科、口腔颌面外科、新生儿重症监护中心、河南省肿瘤防治网络分中心和河南省心血管治疗网络分中心。

## 荣誉
先后获得以下荣誉：
- 市委、市政府——“花园式单位”；
- 省委、省政府——“文明单位”；
- 省人事厅、卫生厅、中医管理局——“河南省卫生系统先进集体”；
- 省委——“优秀基层党组织”称号；
- 省政府纠风办和省卫生厅——“政风行风先进单位”；
- 连续三年被省卫生厅授予“医院管理年活动先进集体”；
- 2007年，国家人事部、劳动部、中医药管理局——“全国卫生系统先进集体”；
- 2008年，省卫生厅——“医院管理年及‘三优一满意’先进单位”及“三优一满意A级医院”；
- 2008年，市委、市政府——“十佳医院”。